# Marcello Abbado
Marcello Abbado   (Milà, 7 d'octubre de 1926 - Stresa, 4 de juny de 2020) va ser un pianista i compositor italià.
Les seves nombroses composicions han estat publicades per les principals editorials italianes, com Carish, Curci, Ricordi i Suvini Zerboni. Al Japó, Rússia i els Estats Units es van fer programes dedicats exclusivament a la seva música.

## Biografia
Nascut en una coneguda família de músics, era fill de Michelangelo, germà de Claudio i pare de Roberto i Adriano.
Com a pianista va interpretar els vint-i-set Concerts per a piano i orquestra de Mozart. Va tocar tota l'obra per a piano de Debussy nombroses vegades. Va interpretar música de compositors destacats, com J. S. Bach i Alessandro Scarlatti, i concerts per a piano i orquestra, com els de P. I. Txaikovski, Serguei Prokófiev i el Concert per a mà esquerra de Ravel. Va actuar a les principals sales de Budapest, Buenos Aires, Londres, Milà, Mont-real, Moscou, Nova York, París, Pequín, Roma, Tòquio i Viena. Nou cops va fer una gira de concerts per Amèrica Llatina. També va fer classes magistrals a Àsia, Europa i els Estats Units.
A més de dedicar-se a l'activitat concertística, també va ser professor de composició durant dotze anys als Conservatoris de Bolonya, Parma i Piacenza. Posteriorment va ser director del Conservatori "Giuseppe Nicolini" de Piacenza (del 1958 al 1966), del Conservatori "Gioacchino Rossini" de Pesaro (del 1966 al 1972) i finalment del Conservatori "Giuseppe Verdi" de Milà (del 1972 al 1972). 1996). També va ser director del Teatre de La Scala durant vint-i-quatre anys.
El 1993 va formar, juntament amb Vladimir Delman, l'Orquestra Simfònica "Giuseppe Verdi" de Milà, de la qual va ser director artístic de 1993 a 1996.
Va ser president i membre del jurat dels concursos musicals internacionals més importants, com ara Beethoven a Viena, Bösendorfer a Brussel·les, Canals a Barcelona, Ciani a Milà, Min-On a Tòquio, Obraztosva a Sant Petersburg, Rubinstein a Tel. Aviv, Van Cliburn Piano Competition a Fort Worth, així com molts altres celebrats a nombroses ciutats italianes i internacionals com Dortmund, Dublín, Kharkov, Leeds, Londres, Múnic, Montecarlo, Pequín, Pretòria, Sydney, Taipei, Trieste i Venècia.
Va visitar més de cinquanta països dels cinc continents.

## Honors
Medalla d'or als meritoris de la cultura i l'art
— 20 de novembre de 1989.

## Obres
- Ciapo per veu i 9 instruments
- Duo per violí i violoncel (1952)
- Scena senza storia, ballet (1954)
- 15 Poesie T'ang per veu, flauta, oboè, violoncello i pianoforte (1959)
- Ostinato sopra un ritmo dalla Sinfonia del Signor Bruschino di Rossini per pianoforte, quartet d'arc i instruments de percussió (1994)
- Sette Ricercari e Sei Intermezzi per violí i orquestra (1996)
- L'idea fissa per violí i Cor a tretze veus (1996)
- Musica celeste (1997)
- Dieci canti popolari siciliani per violí, veu i orquestra (1997)
- Le campane di Mosca per violí i instruments de percussió (1998)
- Hawaii 2000
- Lento e Rondò per violí i orquestra d'instruments de percussió (2000)
- Costruzione per dotze violoncels (2001)
- Variazioni sopra un tema di Mozart per orquestra (2001)
- Nuova Costruzione per vuit instruments de vent (2002)
- Concerto per flauto e orchestra (2002)
- Australia per violí, "didgeridoo", piano i instrument de percussió (2002)
- Asif, Saleem, Nasreen per a violí, Viola, violoncel i orquestra per quartet de cordes (2002)
- Ressonància magnètica per a piano i instrument de percussió (2003)
- Música incidental per a La voix humaine de Jean Cocteau (2003)
- La foscor als ulls (2003)
- La massacre degli innocenti cantata per a veus solistes, Cor per veus infantils, Cor mixta i orquestra
- Concert per a orquestra
- Homatge a C. Debussy per a orquestra
- Doble concert per a violí, piano i doble orquestra de cambra
- Concert quàdruple per a piano, violí, Viola, violoncel i orquestra
- Concert per a arpa i orquestra de quartet de cordes (2003-2004)
- Concert per a carilló i orquestra (2005)
- Tankstream per a quartet de cordes (2005)
- Russian Fantasy per a violí i orquestra de quartet de cordes (2005)
- Symphony of Arrivals (2006)
- Capsa de música a Joyce Yang per a piano i instrument de percussió (2006)
- Quatre Viola Fantasie per a oboè sol, trompeta sola, piano sol, vibràfon sol (2006)
- Kazach Fantasy per a violí i orquestra Kazach (2006)
- Bali per a violí i gamelan (Indonèsia) (2006)
- Costruzioni... e Ricostruzioni 2007
- Trío de Mondrian per a violí, violoncel, piano (2007)
- Carillon on Min-On per a piano a quatre mans (2008)
- Concerto de Van Cliburn per a quatre pianos i orquestra (2008)
- Java per a instrument de percussió (2008)
- Concert per a quatre violins i orquestra de quartet de cordes (2008)
- Diàleg per a dues veus per a la mà esquerra (2009)
- Per a dues orquestres (2009)
- Gloria per Gloria per a soprano, Cor i orquestra (2009)
- Temporades per a violí i veu de recitador (2009)
- Alacant per a setze Corn, setze trompetes, setze trombons (2010)
- Dream per a orquestra (2010)
- Àsia per a instrument de percussió i enregistraments de veus i instruments asiàtics (2010)
- Diàleg per a arpa i trompeta (2011)
- Sitkovetsky Wu per a violí i piano (2011)
- Marlaena Kessick per a orquestra de flautes (2011)
- Fantasia per a violoncel (2011)
- Trio per a pianista, cantant, ballarí (2012)
- Fantasia hongaresa per a flauta (2012)
- Trio per a violí, violoncel, contrabaix (2012)
- Ceneri per a piano (2012)
- Così non fan tutte per a orquestra (2013)
- Solo de teclat per a piano (2013)
- Fibonacci per a piano (2013)
- Alhambra per a orquestra
- Aus dem klavier per a piano
- Chaconne per a violí
- Costruzioni... per a 5 petites orquestres
- Divertimento per a quatre instruments de vent i piano
- Doble concert per a violí, piano i doble orquestra de cambra
- Lament per la mort de la mare per a piano
- Música per a orquestra
- Quartet núm. 1, no. 2 i no. 3 per a quartet de cordes
- Reverberacions per a flauta, oboè, fagot i piano.